# Tendai Ndoro
Tendai Ndoro (Luveve, 15 maggio 1985 – Johannesburg, 18 agosto 2025) è stato un calciatore zimbabwese, di ruolo attaccante.

## Carriera

### Club
Giocò nel campionato zimbabwese e sudafricano.

### Nazionale
Fece il suo debutto per la nazionale maggiore nel 2013, venendo poi convocato per la Coppa d'Africa 2017.